# Carlita Bay
Die Carlita Bay ist eine kleine Bucht an der Westseite der Cumberland West Bay im Norden Südgeorgiens. Sie liegt unmittelbar westlich des Islet Point.
Die Bucht wurde wahrscheinlich bei der Erkundung der Cumberland West Bay mit der Dartmouth im Jahr 1920 als Horseshoe Bay benannt. Diese Benennung setzte sich allerdings nicht durch, da es bereits eine 24 km entfernte gleichnamige Bucht südlich des Kap George gab. Auf Vorschlag des UK Antarctic Place-Names Committee erhielt sie daher 1957 einen neuen Namen. Namensgeber ist das 1907 gebaute Walfangschiff Carlita der vom norwegischen Unternehmer Carl Anton Larsen gegründeten Fischereigesellschaft Compañía Argentina de Pesca.